# Thallomyces oritis
Thallomyces oritis är en svampart som först beskrevs av Clifford George Hansford, och fick sitt nu gällande namn av H.J. Swart 1975. Thallomyces oritis ingår i släktet Thallomyces och familjen Parmulariaceae.   Inga underarter finns listade i Catalogue of Life.